# Ginopia
Ginopia es un neologismo, utilizado en el marco legislativo como forma de nombrar la incapacidad de entender el punto de vista de la mujer en casos de violencia hacia ella por no haber vivido su experiencia:

En el caso de los delitos donde mayoritariamente son las mujeres las personas lesionadas o dañadas, es evidente el sexismo manifestado por medio de la ginopia (imposibilidad de ver lo femenino).
Rodrigo Jiménez Sandoval

Ginopia es miopía o ceguera a lo femenino, el no ver a las mujeres, el no percibir su existencia ni sus obras; se entiende como una omisión, generalmente no consciente, naturalizada y casi automática por lo anterior, a la realidad de las mujeres. Se habla de ginope para calificar a los sujetos o grupos u organizaciones que mantienen una práctica o patrón inveterado de omisión y exclusión en el discurso y en la práctica, a la realidad de lo femenino o de las propias mujeres.
Evangelina García Prince

Asimismo, en el movimiento feminista, se usado a modo de definición de determinadas prácticas de violencia simbólica, donde se utiliza la «omisión» como una manifestación de violencia:

El término revela la imposibilidad de ver lo femenino o la invisibilizacion de la experiencia femenina, y posee un significado que contiene pero supera ampliamente la simple etimología. Invade el lenguaje, educación, legislación, políticas p;ublicas y culmina corrompiendo los cimientos sobre los cuales se pretende construir una sociedad más justa.

Ese no ver lo femenino actúa como pilar en la transmisión de la desigualdad, pues se acopla a la perfección con otros mecanismos excluyentes como el lenguaje misógino, el pensamiento dicotómico, la maternidad forzada, el trabajo sexuado, la ciencia adrocéntrica, entre otras.
La ginopia se encuentra íntimamente relacionada a la cultura androcéntrica, al poder, la lucha por la conservación de inmerecidos privilegios, la cultura de dominación, entre otras tantas aristas. Es parte sustancial y representativa de un sistema que desprecia la vida de las mujeres.

La ginopia es una cuestión política, y el compromiso de combatirla también debería serlo, radicándose no solo en la institucionalidad, también en el movimiento de mujeres y feminista y en la sociedad toda, evitando así caer en la riesgosa situación de consensos tácitos que garanticen su perpetuidad.
Marina Morelli

## Etimología
Este neologismo se originó de la palabra inopia:

(Del lat. inopĭa).
estar en la ~.
1. loc. verb. coloq. Ignorar algo que otros conocen, no haberse enterado de ello.
 Definición en la RAE